# ジャンクフォース
『ジャンクフォース』（JUNK FORCE）は、柿沼秀樹による日本のライトノベル。イラストは駒都えーじ、八宝備仁、松川健一（メカデザイン）が担当。また、本作を元にしたメディアミックス作品。
元はネット発の企画で、全13話のプロットだった。
柿沼は、アニメ『機甲創世記モスピーダ』の企画とメカニックデザインに参加しており、後に「『モスピーダ』をリメイクしたら、絶対に面白いですよ」と述べている。本作にはその影響が見られる。

## 舞台設定
2100年、「地球再生派」と「火星脱出派」に人類を二分して勃発した最終大戦「L.W.W.」により、地球の環境は壊滅的なダメージを受けた。
そして現在―2134年、地球環境は致命的に悪化。地上は砂漠化し、何億トンもの帯電微粒子が大気圏を浮遊する不毛の土地となってしまう。4人の少年少女、ルイ・ライザ・ウーティ・ミルは、突如暴走を始め、地上の全てを「白い砂」に変えてしまう完全自立地球浄化システム「Z.P.T.」を止めるための、果てのなき旅をする。

## 登場人物
声はラジオドラマのもの。
ルイ(Louis) 声：保志総一朗
メンバー唯一の男子。メカのことなら博識の14歳。メカオタク気味。
ライザ(Liza) 声：水樹奈々
頭脳明晰、冷静沈着な16歳。何でもできるチームのリーダー。
ウーティ(Wooty) 声：浅川悠
メンバー1の巨乳を誇る14歳。短気で力持ち。メカの知識もそれなり。一人称は「オレ」。
ミル(Mill) 声：清水愛
大富豪の娘で、お嬢様育ちの13歳。戦車の運転が得意。料理の腕は殺人級。
マメット(Mamet) 声：望月久代
火星からやってきた無敵の女性型アンドロイド。ルイとライザを両親と慕う（※原作小説において「両親と慕う」設定はない）。
イリアン・F・バクスター
派生作品『ジャンクフォースフロムマーズ』の主人公。
火星脱出派は火星の環境に適応しすぎ、もはや地球本来の環境では生きていけなくなっていた。そのため、「Z.P.T.」を暴走させ、地球の環境を現在の劣悪な状態≒火星脱出派に暮らしやすい環境のままに留めるために、イリアン率いる五人の女性特殊部隊が送り込まれた。だが、旅の途中で仲間は次々と脱落。ただ一人「Z.P.T」にたどり着いたイリアンも旅の途中で心変わりし、ルイたちと協力して「Z.P.T」と、そして火星軍に立ち向かう。

## 関連作品一覧

### 小説
- 『ジャンクフォース』イラスト：駒都えーじ、MF文庫J刊、（メディアファクトリー）、全5巻
  1. 2003年7月25日発売、ISBN 4-8401-0812-9
  2. 2004年1月25日発売、ISBN 4-8401-1024-7
  3. 2004年4月24日発売、ISBN 4-8401-1072-7
  4. 2004年10月25日発売、ISBN 4-8401-1157-X
  5. 2005年12月22日発売、ISBN 4-8401-1430-7

- 『ジャンクフォースフロムマーズ(JUNK FORCE from Mars)』イラスト：八宝備仁、 MF文庫J刊、メディアファクトリー、全2巻
  1. 2005年5月25日発売、ISBN 4-8401-1260-6
  2. 2005年7月25日発売、ISBN 4-8401-1291-6

### 漫画
- 『JUNK FORCE』作画：剣祐介、「電撃コミックガオ!」連載、メディアワークス刊、全3巻
  1. 2003年2月27日発売、ISBN 4-8402-2332-7
  2. 2003年8月27日発売、ISBN 4-8402-2465-X
  3. 2004年2月27日発売、ISBN 4-8402-2625-3

### ドラマCD
JUNK FORCE
発売元：キングレコード、『水樹奈々 スマイルギャング』放送、全2巻。
- VOL.1（2003年1月22日発売）

1. 第1話「振り向くと塩になる」
2. 第2話「スカベンジャー」
3. 第3話「クレーターシティ(前編)」
4. 第4話「クレーターシティ(後編)」
5. おまけ1「ジャンク大喜利」
6. おまけ2「ジャンクフォース集中講座世界設定編」

- VOL.2（2003年2月26日発売）

1. 第5話「ジェラシー・イン・パーク(前編)」
2. 第6話「ジェラシー・イン・パーク(後編)」
3. 第7話「マーシアンズ・ゴー・ホーム(前編)」
4. 第8話「マーシアンズ・ゴー・ホーム(後編)」
5. おまけ1「ジャンクフォース・キャラクター紹介」
6. おまけ2「緊急特別座談会・んで結局「ジャンクフォース」ってどーなの？」